# Imre Hatvani
Imre Hatvani (Monostorpályi, Hajdú-Bihar, 19 de julio de 1818-Buda, 15 de marzo de 1856) fue un abogado y comandante de las tropas irregulares húngaras durante la Revolución de 1848 en Transilvania. Al final de la Revolución y Guerra de Independencia en 1848-49, atacó a las tropas insurgentes rumanas de Avram Iancu a pesar de un alto el fuego en la localidad de Abrud, pero fue derrotado.

## Biografía
En mayo de 1849, en el momento de las conversaciones de paz entre Bem y Avram Iancu, justo al borde de un acuerdo, sin ninguna consulta previa, atacó arbitrariamente a las tropas de Avram Iancu cerca de Abrudbánya, desencadenando una masacre con su acción. Inició una serie de asesinatos innecesarios, como el del abogado rumano Ion Buteanu, y sus hombres borrachos se llevaron al prefecto rumano Petru Dobra. El ataque provocó una gran indignación entre los insurgentes rumanos, quienes, por supuesto, lo vieron como una violación del alto el fuego. Lanzaron un contraataque, y después de que el ejército de Avram Iancu prácticamente derrotara al cuerpo de Hatvani en un día, se vengaron en la población húngara de Abrudbánya y Roşia Montană, masacrando a unas dos mil personas, en su mayoría mineros húngaros ordinarios. El enviado de Kossuth, el parlamentario rumano Ioan Dragoș, quien fue el mediador en las conversaciones de paz entre las partes húngara y rumana en todo momento, fue considerado un traidor por los rumanos enfurecidos y también fue asesinado o, según las descripciones, despedazado.
Hatvani emigró a América del Norte tras la Guerra de Independencia. En 1850, regresó a Transilvania en comisión para preparar un levantamiento contra los Habsburgo, pero en Nógrád cayó en manos de los austriacos. Murió en una prisión de Buda en 1856.